# Shu Qi
Shu Qi (en chino, 舒淇; pinyin, Shū Qí; Wade-Giles, Shu Ch'i) (Nueva Taipéi, Taiwán; 16 de abril de 1976) es una actriz, modelo y cantante China Taiwanesa.

## Biografía

### Inicios de su carrera
A los 17 años se trasladó a Hong Kong. Hace la portada de Penthouse Hong Kong de febrero de 1995. Más tarde, el productor Manfred Wong la contrató para rodar varias películas softcore, entre ellas Sex & Zen II en 1996.

## Carrera
Fue protagonista en la película de 1996 de Derek Yee, "Viva Erotica", que trata sobre la industria de películas eróticas en Hong Kong, compartiendo reparto junto a los actores Leslie Cheung y Karen Mok. En el Hong Kong Film Awards, ella recibió el premio de Mejor Actriz de Reparto por la película. Desde entonces, ha aparecido en las principales películas de Hong Kong, tales como Gorgeous (1998) junto a Jackie Chan, el film de Stanley Kwan The Island Tales (1999) y la película de Hou Hsiao-Hsien aclamada por la crítica Millennium Mambo (2000). 
En 2002, apareció en la película de Hollywood "El Transportador" (The Transporter) y la película de acción asiática So Close. En 2004, desempeñó el papel principal en la película de horror de Hong Kong "El Ojo 2". 
En 2005, ganó el Premio a la Mejor Actriz en el Golden Horse Awards 2005 por sus tres papeles en el film de Hou Hsiao-Hsien, Three Times. 
De 2006-2009, fue seleccionada por Kenzo para ser parte de la campaña de publicidad para su tercera fragancia de éxito, Flower by Kenzo.
En 2008, fue miembro del jurado de la Berlinale, el Festival Internacional de Cine de Berlín. En 2009, fue miembro del jurado en el Festival de Cine de Cannes.

## Reputación
A pesar de sus implicaciones en las películas softcore durante su primera etapa de la carrera, Shu Qi superó con éxito la presión surgida de la cultura conservadora de China y ganó su popularidad a través de su talento actoral y aspecto atractivo. Ella se ha ubicado constantemente como una de las 99 mujeres más deseables de todo el mundo por AskMen.com
Shu Qi representa a la casa relojera Frédérique Constant en Asia como embajador de la marca desde 2008. Shu Qi, Frederique Constant y Paint-a-Smile Fundación transformaron en murales las paredes del departamento de cardiología del Hospital de Niños de Pekín en 2009.

## Filmografía parcial

### Películas
2019
- "Shanghai Fortress"

2017
- Journey to the West: Conquering the Demons II

2015
- Mojin: La leyenda perdida

2013
- Journey to the West: Conquering the Demons

2012
- Beautiful University
- Chinese Zodiac: Armor of God 3
- Tai Chi Hero
- Tai Chi 0
- The Second Woman
- Love

2011
- 10+10
- A beautiful life

2010
- The Assassin
- Legend of the Fist: The Return of Chen Zhen
- City Under Siege

2009
- New York, I Love You
- Look for a Star

2008
- If You Are the One

2007
- Blood Brothers
- Forest of Death

2006
- My Wife is a Gangster 3
- Confession of Pain
- Hong Fu Nu

2005
- Home Sweet Home
- Three Times
- Seoul Raiders

2004
- The Eye 2

2003
- The Foliage
- Looking for Mr. Perfect

2002
- Haunted Office
- The Transporter
- Just One Look (cameo)
- So Close
- Women From Mars
- The Wesley's Mysterious File

2001
- Beijing Rocks
- Love Me, Love My Money
- Visible Secret
- Millennium Mambo
- Martial Angels

2000
- For Bad Boys Only
- My Name is Nobody
- Dragon Heat
- Skyline Cruisers
- Flyin' Dance
- Born to Be King
- Hidden Whisper
- Unexpected Challenges

1999
- My Loving Trouble 7
- Metade Fumaca
- When I Look Upon the Stars
- The Island Tales
- Iron Sister
- A Man Called Hero
- Gorgeous

1998
- Extreme Crisis
- Another Meltdown
- Portland Street Blues
- Young & Dangerous: The Prequel
- City of Glass
- Bishonen
- Love Generation Hong Kong
- The Storm Riders
- Young and Dangerous 5
- The Lucky Guy

1997
- L-O-V-E... Love
- My Dad Is a Jerk
- Love Is Not a Game, But a Joke
- Those Were the Days
- Love: Amoeba Style
- The Fruit is Swelling (cameo)

1996
- A Queer Story
- Till Death Do Us Laugh
- Street Angels
- Queer Story
- Growing Up
- Viva Erotica
- Sex & Zen II

### Aparición en programas de variedades
| Año  | Título                         | Notas   |
| ---- | ------------------------------ | ------- |
| 2018 | Chinese Restaurant S2 (中餐厅) | miembro |

## Otras obras
"Hong Kong" (2008) - una caminata de audio por Louis Vuitton y Soundwalk.

### Premios y nominaciones
| Año  | Premio                     | Películas                      | Categoría               | Resultado |
| ---- | -------------------------- | ------------------------------ | ----------------------- | --------- |
| 1997 | Golden Bauhinia            | Viva Erotica                   | Best Supporting Actress | Ganadora  |
| 1997 | Golden Horse Award         | Fei Yat Boon Oi Ching Siu Suet | Best Actress            | Nominada  |
| 1997 | Hong Kong Film Award       | Viva Erotica                   | Best Supporting Actress | Nominada  |
| 1997 | Hong Kong Film Award       | Viva Erotica                   | Best New Performer      | Ganadora  |
| 2005 | Golden Horse Awards        | Three Times                    | Best Actress            | Ganadora  |
| 2010 | 29th Hong Kong Film Awards | Look for a Star                | Best Actress            | Nominada  |